# Lubenica (biljni rod)
Lubenica (citrulus, latinski: Citrullus), biljni rod jednogodišnjeg raslinja, penjačica i trajnica iz porodice tikvoki s pet priznatih vrsta. Najpoznatija vrsta je Citrullus lanatus. Regionalni nazivi u Hrvatskoj su i angurija, čentrun, četrun, dinja, bostan (za dinje i lubenice).

## Vrste
1. Citrullus amarus Schrad.; Namibija, Južna Afrika
2. Citrullus colocynthis (L.) Schrader; od Makaronezije preko Mediterana i Afrike na istok kroz jug Azije do Mjanmara.
3. Citrullus ecirrhosus Cogn.; Južna Afrika (Northern Cape); Namibija
4. Citrullus lanatus (Thunb.) Matsumura & Nakai; diljem svijeta
5. Citrullus mucosospermus (Fursa) T.B. Fursa; Gana; Senegal; Nigerija; Kamerun; Gabon.
6. Citrullus naudinianus (Sond.) Hook.fil.; Zambija; Zimbabve; južni Mozambik; Južna Afrika (Limpopo, North-West, Gauteng, Free State, KwaZulu-Natal, Northern Cape); Namibija; Bocvana; Angola
7. Citrullus rehmii B. De Winter; Namibija.